# Cờ hiệu
Đừng nhầm lẫn với "hiệu kỳ" là tên chữ Hán của lá cờ, mặc dù tên gọi riêng như Hiệu kỳ Hải quân vẫn được sử dụng.

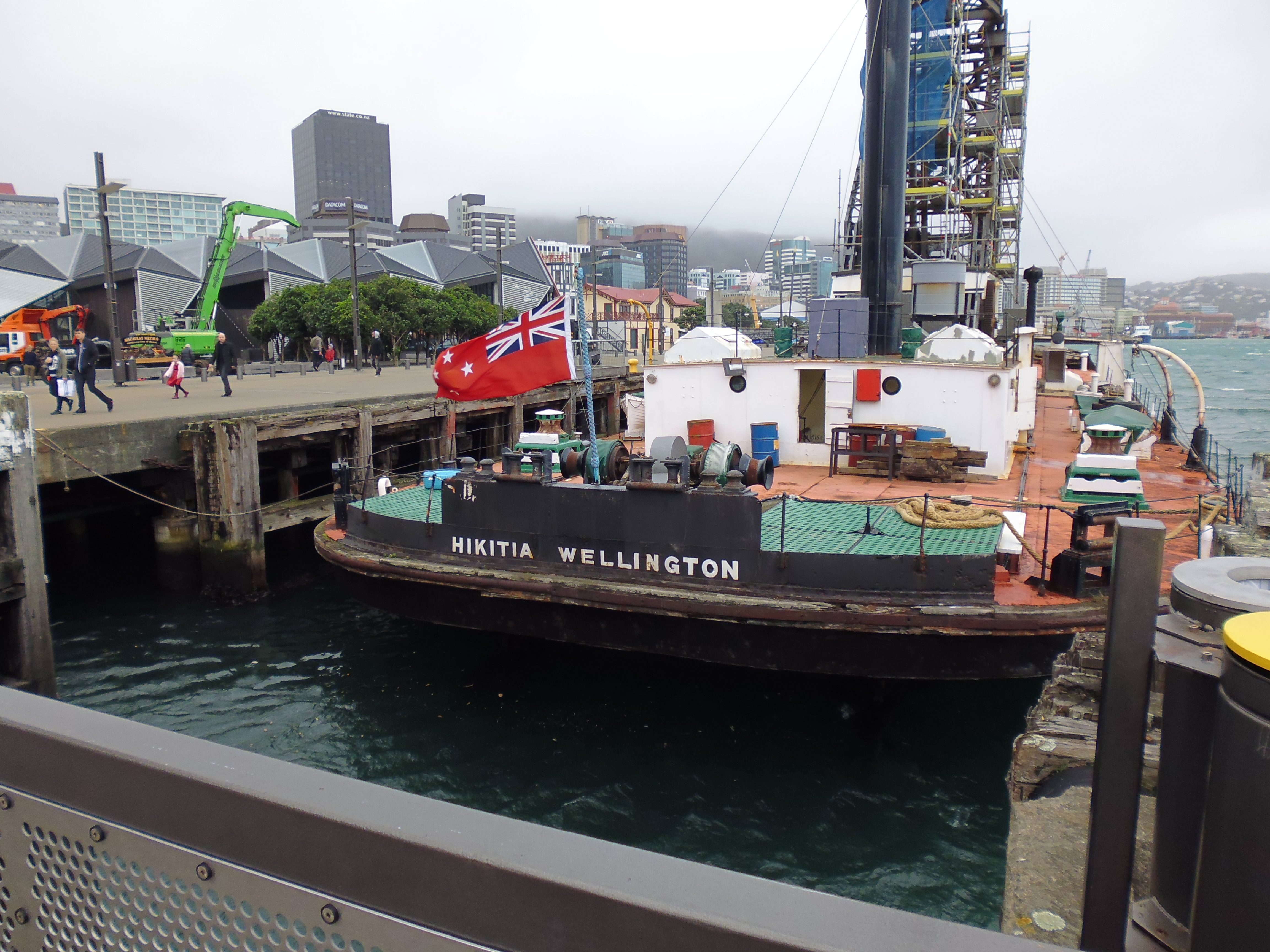
Cờ hiệu đỏ của New Zealand treo trên một chiếc thuyền

Cờ hiệu là loại cờ được treo trên nóc chiến hạm để các tàu khác nhận ra quốc gia của mình. Thiết kế của chúng thường tương tự hoặc dựa trên quốc kỳ nhưng có chi tiết khác biệt.
Cờ hiệu hải quân (còn được gọi là quân kỳ hải quân), được sử dụng trên tàu chiến, có thể khác với cờ hiệu dân sự (tàu thương gia và dân sự).

## Cờ hiệu
Trong hàng hải, cờ hiệu được treo trên tàu hoặc thuyền để biểu thị rằng nó mang tư cách thành viên của tổ chức nào đó. Bao gồm quốc tịch và nhiều thông tin hơn (ví dụ như: tàu dân sự, hải quân hoặc cảnh sát biển). Được sử dụng phổ biển bởi các quốc gia châu Âu hơn vì lịch sử hàng hải và khai phá trên biển lâu dài.
Ngành Kỳ học chỉ ra rằng có 3 loại cờ hiệu phổ biến:
- Cờ hiệu dân sự (biểu tượng ) được dùng bởi các tàu thương gia và tàu du lịch.
- Cờ hiệu nhà nước (Cờ hiệu nói chung) (biểu tượng ) được dùng bởi các tàu của chính phủ, chẳng hạn như tàu cảnh sát biển.
- Cờ hiệu hải quân (biểu tượng ) được dùng bởi hải quân của một quốc gia.[1]

## Ví dụ tiêu biểu

Cờ hiệu Hải quân Bỉ
Cờ hiệu hải quân Ai Cập
Cờ hiệu hải quân và dân sự Pháp
Cờ hiệu hải quân Đức
Cờ hiệu hải quân Ý
Cờ hiệu hải quân Lực lượng Phòng vệ Biển Nhật Bản
Cờ hiệu dân sự Luxembourg
Cờ hiệu hải quân và dân sự Albania
Cờ hiệu hải quân Bắc Triều Tiên
Cờ hiệu hải quân của Hải quân Hoàng gia Na Uy
Cờ hiệu hải quân của Hải quân Hoàng gia Đan Mạch
Cờ hiệu hải quân Ba Lan
Cờ hiệu hải quân Nga
Cờ hiệu hải quân Ả Rập Xê-út
Cờ hiệu hải quân Sri Lanka
Cờ hiệu hải quân của Hải quân Hoàng gia Thái Lan
Cờ hiệu hải quân Ukraina
Cờ Di trú và Hải quan Hoa Kỳ
Cờ hiệu Hải quân nhân dân Việt Nam

## TạiVương quốc Anhvà các nướcThịnh vương chung
Từ thời kỳ Đế quốc Anh, nước Anh và thuộc địa đã sử dụng một bộ thiết kế đồng nhất cho mục đích phân loại. Vẫn còn được dùng đến ngày nay tùy theo mỗi vùng, nhưng vẫn mang thiết kế tương tự.

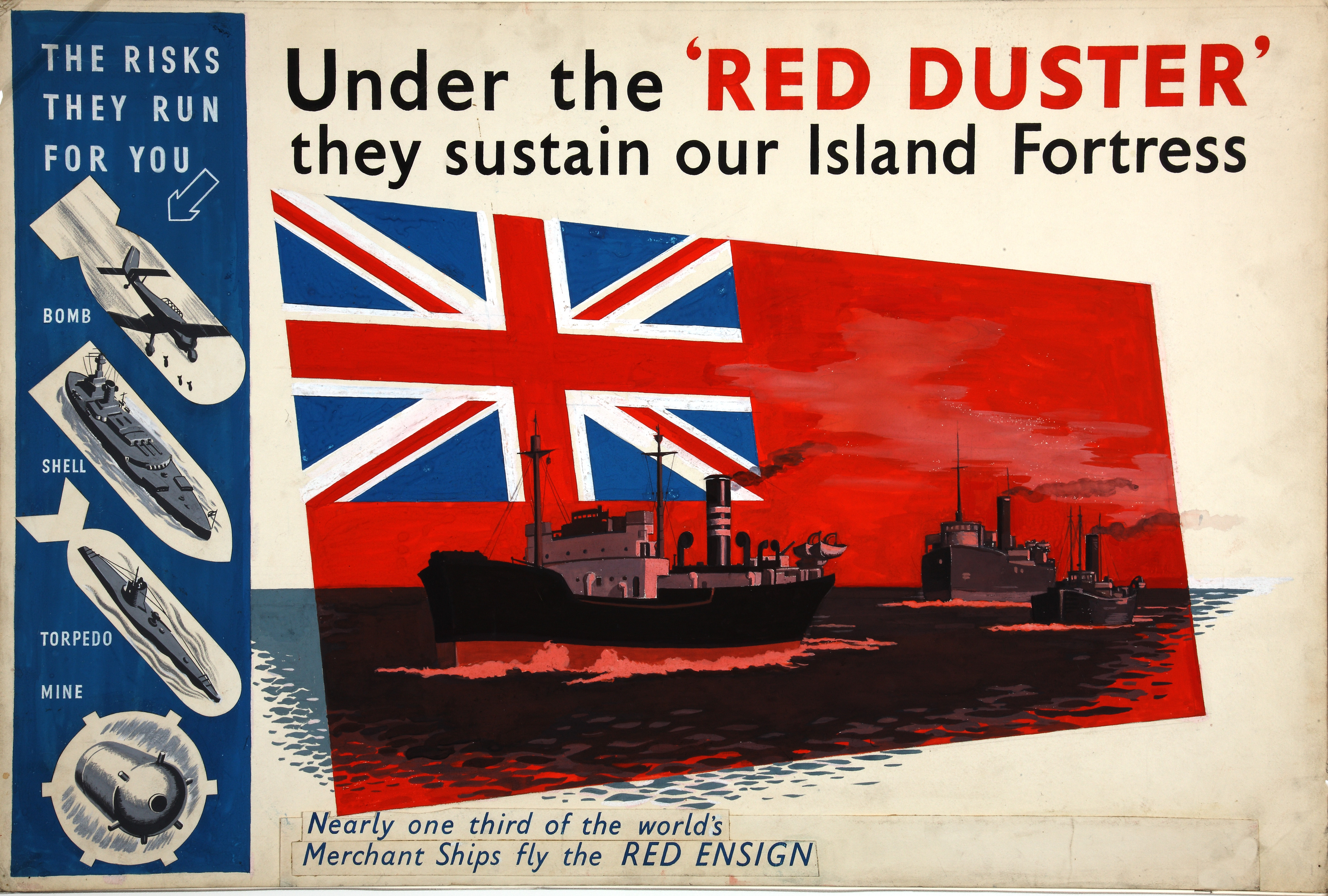
Tuyên truyền của Anh trong Chiến tranh thế giới thứ hai về lá cờ hiệu đỏ

Bao gồm:
- Cờ hiệu đỏ () - Cờ hiệu dân sự
- Cờ hiệu xanh () - Cờ hiệu nhà nước
- Cờ hiệu trắng () - Cờ hiệu hải quân của Hải quân Hoàng gia và các tàu đang chở người trong hoàng gia.
- Cờ hiệu xanh nhạt (Không chính thức) - Cờ hiệu không quân, thiết kế thập màu xanh ở giữa là cho hàng không dân dụng.

Các ví dụ:

Cờ hiệu trắng Anh
Cờ hiệu xanh Anh
Cờ hiệu đỏ Anh
Cờ hiệu không quân Anh
Cờ hiệu không quân Úc
Cờ hiệu không quân New Zealand
Cờ hiệu không quân Canda
Cờ hiệu trắng Úc
Cờ hiệu trắng New Zealand
Cờ hiệu trắng Canada
Cờ hiệu hàng không Anh
Cờ hiệu hàng không Úc
Cờ hiệu hàng không New Zealand
Cờ hiệu xanh Úc
Cờ hiệu đỏ Úc
Cờ hiệu xanh New Zealand
Cờ hiệu đỏ New Zealand
Hải quân Ấn Độ vẫn còn sử dụng thiết kế tượng tự Cờ hiệu trắng
Cờ hiệu dân sự Ấn Đô có thiết kế tượng tự Cờ hiệu đỏ
Hải quân Myanmar vẫn còn sử dụng thiết kế tượng tự Cờ hiệu trắng